# Concilio de Nantes (1127)
El Concilio de Nantes (en latín, Concilium Nannetense) de 1127 fue un sínodo local que tuvo lugar en Nantes hacia el año 1127 presidido por el obispo de Tours, Hildeberto de Lavardin. Fue un concilio no ecuménico donde se abordaron temas sobre el vínculo matrimonial y el celibato clerical, pero también cuestiones sobre el derecho de naufragio.

## Temas tratados
Según se tienen noticias, el conde Conan III de Bretaña asistió acompañando a los obispos de la provincia así como varios participantes dignos de elogio por su conocimiento y su piedad. Era costumbre de estos condes asistentes de atribuirse, tras la muerte de un marido o una esposa sin descendencia, todas los muebles del difunto. También tenían por costumbre confiscar en beneficio del príncipe todos los restos de los naufragios. Como consecuencia de todo ello se estableció que:
- Los hijos de un matrimonio incestuoso no debían participar en la sucesión de sus padres.
- Los hijos de los clérigos no reciban las órdenes sagradas a menos que primero hayan hecho votos monásticos.
- La pena de excomunión a quienes saqueaban las propiedades de los náufragos.[4]

Todos estos acuerdos fueron posteriormente confirmados por el papa Honorio II, a petición de Hildeberto de Lavardin.

## Consecuencias
A pesar de la aprobación de estos acuerdos, algunos puntos siguieron sin cumplirse. En Bretaña, hasta finales del siglo XII, no se hizo efectivo la recuperación de bienes por el derecho de naufragio pero a cambio de un rescate económico.